# Шумыш
Шумыш — деревня в Заинском районе Татарстана. Входит в состав Савалеевского сельского поселения.

## География
Находится в восточной части Татарстана на расстоянии приблизительно 21 км на юг по прямой от железнодорожной станции Заинск.

## История
Основана в конце XVIII — начале XIX веков.

## Население
Постоянных жителей было: в 1859—269, в 1906—469, в 1913—585, в 1920—594, в 1926—519, в 1938—486, в 1949—373, в 1958—244, в 1970—118, в 1979 — 21, в 1989 — 22, в 2002 — 2 (русские 100 %), 3 в 2010.